# Albert Hobson
Albert Hobson (7 tháng 4 năm 1925 – 23 tháng 12 năm 2017) là một cựu cầu thủ bóng đá người Anh thi đấu cho Blackpool, Huddersfield Town và York City.

## Sự nghiệp
Hobson khởi đầu sự nghiệp cùng với Blackpool vào tháng 8 năm 1945. Ông gia nhập Huddersfield Town vào tháng 7 năm 1954 và cuối cùng chuyển đến York City vào tháng 3 năm 1956. Ông mất ngày 23 tháng 12 năm 2017, thọ 92 tuổi.